# NGC 4184
NGC 4184 ist ein offener Sternhaufen (Typdefinition „I1p“) im Sternbild Kreuz des Südens. Er wurde am 8. März 1837 von John Herschel entdeckt.